# The Treasures Within
The Treasures Within es el segundo álbum de la banda sueca de Death metal/Thrash metal, Merciless. Fue lanzado en 1992 y reeditado en 2003.

## Lista de canciones
1. "Branded by Sunlight"  (4:33)
2. "Mind Possession"  (4:09)
3. "Darkened Clouds"  (3:22)
4. "The Book of Lies"  (4:36)
5. "Perish"  (4:17)
6. "Shadows of Fire"  (4:23)
7. "Lifeflame"  (4:17)
8. "Act of Horror"  (2:29)
9. "The Treasures Within"  (4:19)
10. "Dying World"  (4:12)
11. "Book of Lies"  (2:35)  (Versión Demo)
12. "Nuclear Attack"  (4:01)

- Datos: Q7770055